# Goryphus interceptus
Goryphus interceptus är en stekelart som först beskrevs av Cameron 1907.  Goryphus interceptus ingår i släktet Goryphus och familjen brokparasitsteklar. Inga underarter finns listade i Catalogue of Life.